# 飯山線営業所

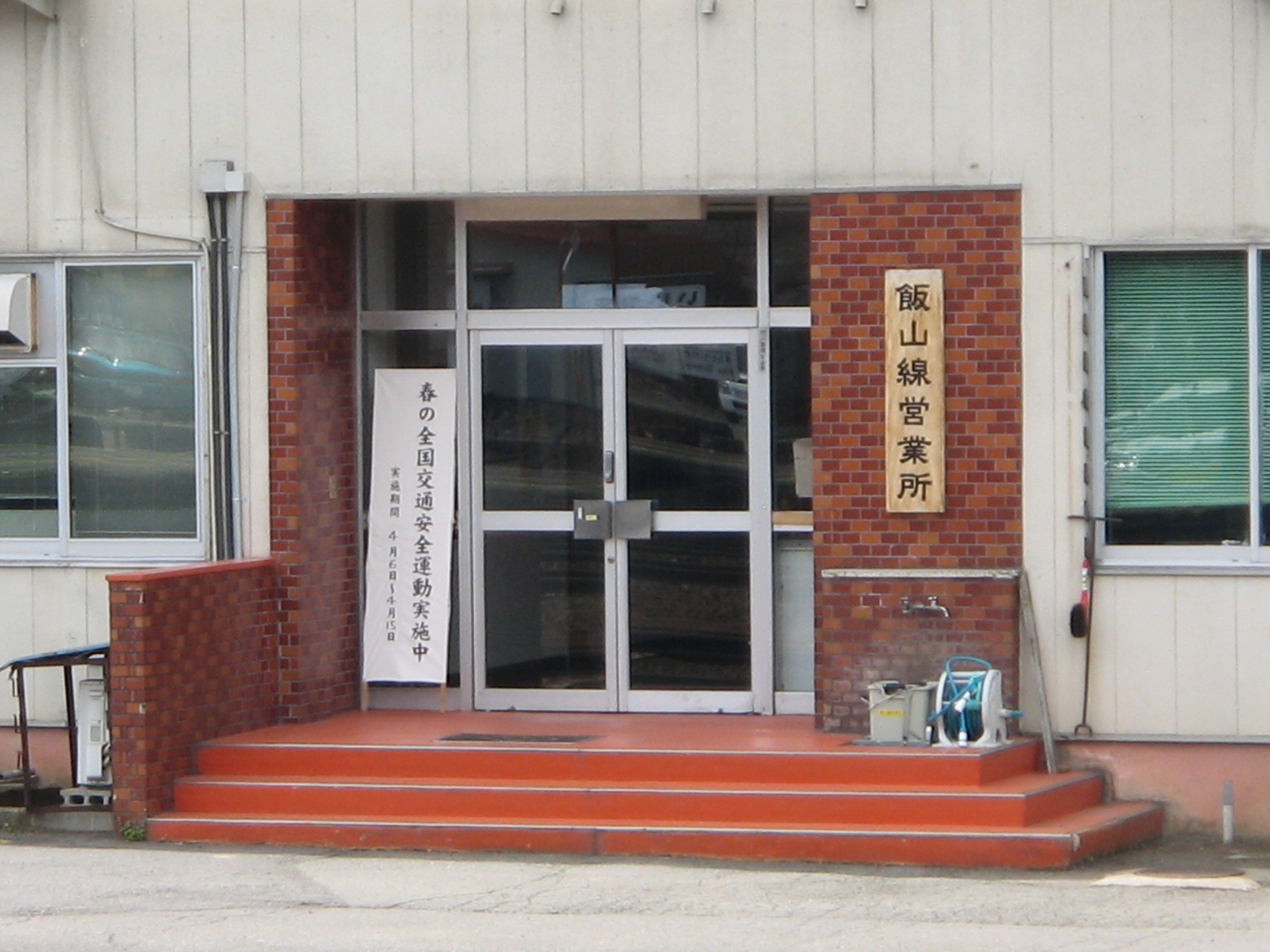
飯山線営業所（2010年4月）

飯山線営業所（いいやませんえいぎょうしょ）とは、長野県飯山市の飯山駅構内にあった東日本旅客鉄道（JR東日本）の営業所の一つ。長野支社の管轄であった。
2012年（平成23年）4月1日に廃止された。

## 概要
飯山線の長野県側における営業・工事部門を統括する組織として発足した。事務所は飯山駅の駅舎内に置かれていた。なお、当営業所に乗務員（運転士・車掌）の配置はなく、長野運輸区（現在の長野総合運輸区）の乗務員が同線区を担当していた。

## 管轄路線
- 飯山線：豊野駅 - 森宮野原駅間

## 沿革
- 2010年（平成22年）4月1日：森宮野原駅 - 越後川口駅間を新潟支社に移管。当該区間の業務を営業は長岡地区十日町駅、保線は長岡保線技術センター、土木は新潟土木技術センター、信号・通信は新潟信号通信技術センター長岡メンテナンスセンターに移管[3]。
- 2012年（平成24年）4月1日：廃止。営業は飯山駅、保線は長野保線技術センター、信号・通信関係は長野信号通信技術センター長野メンテナンスセンターに移管[1]。